# Годзюон
Годзюон  (яп. 五十音 годзю:он, «пятьдесят звуков», «пятидесятизвучие») — способ упорядочения знаков каны, аналог алфавита для японского языка:20. Годзюон используется для записи знаков как хираганы, так и катаканы.
Хотя название и подразумевает наличие 50 знаков, таблица содержит пробелы. Кроме того, имеется дополнительный знак н (ん), в основную таблицу не включаемый, из-за чего общее количество знаков каны в слоговой азбуке составляет 46. Некоторые из этих пробелов существовали всегда — в старояпонском языке не существовало звуков йи или ву, а звук е слился со звуком э в позднем старояпонском языке. Реформа правописания в середине XX века также вывела из обихода знаки каны ви и вэ, а слова, в которых они имелись, стали записываться через и и э соответственно. Знак н (ん) появился гораздо позже возникновения годзюона, как и знаки с диакритикой, используемые для записи слогов со звонкими согласными и с [p] ([ɸ]):20.
Таким образом, в годзюон входит лишь основная кана, в него не включают:
- знаки каны с диакритикой для звонких слогов (дакутэн), такие как が (га) или だ (да), или глухих слогов (хандакутэн), такие как ぱ (па) или ぷ (пу).
- полуразмерную кану, такую как сокуон (っ) или ёон (ゃ,ゅ,ょ).

Годзюон — основа порядка расположения заголовочных слов в словарях и энциклопедиях на японском языке:21.

## Таблица
Таблица приведена в виде, соответствующем вертикальному письму, и читается справа налево.
Ключ к таблице:
| согласный                               |         |
| --------------------------------------- | ------- |
| хирагана катакана Поливанов Хэпбёрн IPA | гласный |

| доп.          | /в/               | /р/              | /й/             | /м/              | /х/              | /н/              | /т/                | /с/               | /к/              |               |     |
| ------------- | ----------------- | ---------------- | --------------- | ---------------- | ---------------- | ---------------- | ------------------ | ----------------- | ---------------- | ------------- | --- |
| ん ン н n [ɴ] | わ ワ ва wa [w͍a]  | ら ラ ра ra [ɽa] | や ヤ я ya [ja] | ま マ ма ma [ma] | は ハ ха ha [ha] | な ナ на na [na] | た タ та ta [ta]   | さ サ са sa [sa]  | か カ ка ka [ka] | あ ア а a [a] | /а/ |
| ん ン н n [ɴ] | ゐ1 ヰ ви wi [i]  | り リ ри ri [ɽi] |                 | み ミ ми mi [mi] | ひ ヒ хи hi [çi] | に ニ ни ni [ni] | ち チ ти chi [tɕi] | し シ си shi [ɕi] | き キ ки ki [ki] | い イ и i [i] | /и/ |
| ん ン н n [ɴ] |                   | る ル ру ru [ɽu͍] | ゆ ユ ю yu [ju͍] | む ム му mu [mu͍] | ふ フ фу fu [ɸu͍] | ぬ ヌ ну nu [nu͍] | つ ツ цу tsu [tsu͍] | す ス су su [su͍]  | く ク ку ku [ku͍] | う ウ у u [u͍] | /у/ |
| ん ン н n [ɴ] | ゑ1 ヱ вэ we [e]  | れ レ рэ re [ɽe] |                 | め メ мэ me [me] | へ ヘ хэ he [he] | ね ネ нэ ne [ne] | て テ тэ te [te]   | せ セ сэ se [se]  | け ケ кэ ke [ke] | え エ э e [e] | /э/ |
| ん ン н n [ɴ] | を ヲ (в)о wo [o] | ろ ロ ро ro [ɽo] | よ ヨ ё yo [jo] | も モ мо mo [mo] | ほ ホ хо ho [ho] | の ノ но no [no] | と ト то to [to]   | そ ソ со so [so]  | こ コ ко ko [ko] | お オ о o [o] | /о/ |

1. ^a b  Данные знаки каны вышли из употребления. Они, а также три пустующих ячейки иногда заменяются каной, обозначающей «чистые» гласные звуки いうえ (イウエ) в таблицах, которыми пользуются японцы, но здесь это не отражено во избежание путаницы.

## Мнемонические правила
- «Напишу это. Кисть — не химера»[2].
- «Ака сатана хама, Яраван!»[3]